# Anii 650
Secole: Secolul al VI-lea - Secolul al VII-lea - Secolul al VIII-lea
Decenii: Anii 600 Anii 610 Anii 620 Anii 630 Anii 640 - Anii 650 - Anii 660 Anii 670 Anii 680 Anii 690 Anii 700
Ani: 650 | 651 | 652 | 653 | 654 | 655 | 656 | 657 | 658 | 659